# Лугавское
Лугавское — село в Минусинском районе Красноярского края. Административный центр Лугавского сельсовета.

## География
Расположено на правом берегу реки Енисей, вблизи места впадения в неё реки Лугавки. Абсолютная высота — 262 метра над уровнем моря.
Климат
Климат характеризуется как резко континентальный, с продолжительной морозной зимой и коротким тёплым летом. Среднегодовая температура воздуха составляет −3,4°С. Средняя температура воздуха самого тёплого месяца (июля) составляет 16,9 °C; самого холодного (января) — −22,4 °C. Среднегодовое количество атмосферных осадков составляет 510 мм.

## История села
Точная дата основания села неизвестна: исследователи называют как 1776, так и более ранний 1689 год. До 1816 года населённый пункт назывался Усть-Лугазской деревней, а позже — деревней Лугавской, ещё позднее — уже селом Лугавским. Назвали его так из-за расположения на реке, которая сейчас называется Лугавка (ранее по архивным данным на картах река называлась Луказа, Луказка, что означало «изгиб», «излучина»). Первыми жителями села были работные люди, переселенные с Ирбинского железоделательного завода после его первого (1742 г.) закрытия. На 1799 г. в деревне имелось 12 домов. Известны фамилии первых переселенцев — Абрамовы, Лыткины, Калошины.
В документах 1851 г. выявлено первое упоминание о семье Вильнеров: «Сведения о людях, проживающих в д. Лугавской, не вошедших в 9-ю народную перепись…еврейские дети из поселенцев крестьянина Гершки Вильнера: Вольф, 12 л., Мардофей, 9 л., Енох, 3 л.».
На 1852 г. в с. Лугавском жителей было: крестьянского сословия — 357 чел., окладных поселенцев — 119, инородцев — 14, отставных солдат — 5, казаков — 58. В селе имелся 1 пожарный сарай, 1 кладбище, 1 питейная лавка, экономический магазин — 1, в нём наличного хлеба ярицы 678 четвертей.
Жители занимались земледелием — выращивали ярицу, пшеницу, овес, горох, лен, коноплю, просо, чечевицу. Садили и огородные культуры — огурцы, арбузы, редьку, капусту, табак, репу, морковь, брюкву, лук, картофель. В лесу собирали ягоды клубники, земляники, брусники, малины, смородины, из корневых растений — солодку. Хлеба доставляли на прииски около 2000 пудов и плавили в Красноярский округ до 3000 пудов.
В описании Шушенской волости 1857 г. имеются следующие сведения о нравах жителей с. Лугавское: «Число душ: мужчин — 329, женщин — 248… Коренные жители род свой ведут более от ссыльных поселенцев… Нравственность старожилов более склонна к приветливости и гостеприимству, но у поселенцев по разнообразным характерам описать невозможно».
Упоминается о существовании на р. Лугавке 9 мельниц, к 1922 году их было 12 на 13 прудах. По данным архива, на реке Лугавке числились мельницы Стародубцева, Дорогина, Сиркина, Данилова, Гусева, Балуева, Трофимова, Полежаева, Драничникова, Смагина, Полуянова, Оверина, Пескова, Помыткина, Благодатского.
В 1846 году была заложена каменная церковь во имя Святой Живоначальной Троицы, построенная на добровольные пожертвования, после этого деревня получила статус села. в 1856 г. церковь была освящена. Церковь существовала до 1937 года. Сейчас на её месте (на улице Красных Партизан) стоит памятный крест и несколько сохранившихся от старой церкви табличек. Согласно одной из них, на это месте покоится прах псаломщика Ефима Суховского (умершего 24 января 1864 года в 49 лет) и его жены Ксении Егоровой, умершей 24 февраля 1878 года в 61 год.
В 1864 г. открылась церковно-приходская домашняя школа на 18 учеников. К 1876 г. в школе было уже три класса. Школой заведовал священник Евлампий Новочадовский. С 1885 г. учительницей была дочь священника Ольга Новочадовская. На 1888 г. обучалось 29 мальчиков и 3 девочки. По вероисповеданию: 28 православных, 2 — еврейского, 2 римско-католического. По сословию — все дети крестьян. Школа устроена на средства Лугавского церковно-приходского попечительства. Средства поступали из разных источников: из Святейшего Синода, от церкви, а также из платы за обучение.
В 1903 г. село Лугавское становится волостным центром, до этого времени село входило в Шушенскую волость. На начало XX в. село считалось одним из крупнейших в Минусинском уезде. В 1911 г. здесь числилось 156 дворов, имелись школа, хлебозапасной магазин, кредитное товарищество, казенная винная лавка, маслодельная артель.
По данным Всероссийской сельскохозяйственной переписи в 1917 г. здесь числилось 193 двора с общим числом жителей свыше 1000 человек. В личных хозяйствах имелось 736 лошадей, 1145 голов крупного рогатого скота, в том числе 591 дойных коров, 4106 овец. Посевы зерновых занимали 1367 десятин.

### Село при советской власти
В октябре 1919 г. на основании распоряжения главного штаба крестьянской армии был создан Лугавский сельский Совет. Из донесения Лугавского волостного Совета от 8 октября 1919 г.: «Организован Лугавский сельсовет». Сельский Совет осуществлял всю полноту власти в пределах территории (Лугавское, Злобино, Кутужеково), занимался вопросами сбора налогов, организацией сельскохозяйственных компаний, осуществлял работу по народному образованию, социальной помощи. Сельский Совет подчинялся Лугавскому волисполкому, который был в этом же селе до проведения районирования в 1924 г.
4 апреля 1924 г. были ликвидированы волости и образован Минусинский район. Сельсовет вошел в состав района. В начале 1924 г. сельсовет был укрупнен за счет ликвидированного Каменского сельсовета.
В начале 20 гг. Лугавское одним из первых сел в Минусинском районе началась коллективизация, в 1928 году образуется коммуна «Луч Владимира», которая существовала до 1931 г.. Здесь создается колхоз «Объединенный Труд», который уже в 30 -х годах считался в числе лучших на юге Красноярского края. В 1936 г. на территории Лугавского сельсовета было 4 колхоза: им. К.Маркса. «За социализм», «Объединенный труд», «Свободный трудовик» (по другим данным — «Прожектор», «Объединение», «Свободный труд»). В 1932 г. была ещё и промартель «Труд рыбака» и ТОЗ «Труд женщин».
В 1926 году в селе имелось 241 хозяйство и проживало 1154 человека (558 мужчин и 596 женщин). В национальном составе населения того периода преобладали русские. Действовали школа I ступени, изба-читальня, соляно-сульфатный завод и лавка общества потребителей. В административном отношении являлось центром Лугавского сельсовета Минусинского района Минусинского округа Сибирского края.
Во время Великой Отечественной войны из Лугавского на фронт ушли около 100 человек, 74 жителя села не вернулись домой. Звания Героя Советского Союза был удостоен Виктор Аркадьевич Москвин, работавший бакенщиком на Каменном острове недалеко от деревни Кривой. Во дворе сельской школы установлен памятник неизвестному солдату: она был перенесен из деревни Кривой в 1985 г. Позже, уже в XXI-м веке, там появится мемориальная стела с именами воевавших.
В 1961 г. колхоз «За коммунизм» становится отделением Минусинского овощемолсовхоза, а в 1966 г. — отделением Тагарского мясомолочного совхоза. В конце 70-х гг. в связи с созданием водохранилища ГЭС деревня Кривая, оказавшаяся в зоне затопления, была снесена, а её жители переселены в село Лугавское. На селе строятся котельная, школа, детский сад, Дом культуры, врачебная амбулатория, жилье, проводится водопровод.
20 августа 1985 г. принято решение исполкома райсовета: «В соответствии с положением о Порядке решения вопросов административно-территориального устройства РСФСР, утвержденным Указом ВС РСФСР от 17.08.1982 г., исполком решил: „Просить исполком крайсовета: Перенести центр Кривинского сельсовета из с. Кривинское в с. Лугавское и переименовать его в Лугавский сельсовет“».
В настоящее время в Лугавском действуют детский сад, средняя школа, врачебная амбулатория, Дом культуры, библиотека. В здании сельской школы с 2003 г. работает музей, где собраны экспонаты по истории села и материалы о ветеранах войны. В 2012 г. для сельчан открыли новый тренажерный зал, а в 2013 г. отремонтировали клуб.
В селе работают почтовое отделение и отделение банка, открыты несколько продуктовых магазинов и парикмахерская, предприятие хозяйства. Основное предприятие — ЗАО «Тагарское», которое является крупным сельхозтоваропроизводителем и занимается производством и переработкой молока и мяса, выращиванием зерновых и кормовых культур.
Жители села работают в учреждениях бюджетной сферы, сельского хозяйства, заняты в малом бизнесе. В 2013 г. инициативная группа сельчан одержала победу в грантовом конкурсе и получила грант на строительство новой детской площадки.

## Знаменитые уроженцы села
Косованов Вячеслав Петрович — горный инженер, профессор геологии и минералогии, краевед, библиограф, автор научных трудов по землеустройству, геологии и истории заселения Сибири. Родился в Лугавском 25 января 1880 года в семье служащего горнозаводских предприятий. Репрессирован и расстрелян в Красноярске в 1938 г.
Шпрунг Николай Васильевич — Герой Социалистического Труда, первый секретарь Минусинского РК КПСС в 1943—1962 гг. Родился в Лугавском 1 октября 1906 года в многодетной семье сапожника.
Колобов Михаил Миронович — стрелок первого батальона 17-го сибирского стрелкового полка. 1 января 1917 г. в Риге по приговору военно-полевого суда за агитацию среди солдат к отказу идти в наступление расстрелян. Именем Колобова названа центральная улица в селе.
Абрамов Константин Иванович — библиотековед, доктор педагогических наук, автор научных трудов и учебников по истории библиотечного дела, участник Великой Отечественной войны. Заслуженный деятель науки РСФСР, Награждён двумя Орденами Отечественной войны первой степени, орденом Отечественной войны второй степени, Орденом Красной звезды, двумя медалями «За отвагу», медалью «За оборону Сталинграда», медалью «За освобождение Праги». Кавалер Ордена Почёта. Родился в Лугавском 19 октября 1920 года в семье учителей.

## Население
| 2010 |
| ---- |
| 1490 |

Половой состав
По данным Всероссийской переписи населения 2010 года в гендерной структуре населения мужчины составляли 46,1 %, женщины — соответственно 53,9 %.
Национальный состав
Согласно результатам переписи 2002 года, в национальной структуре населения русские составляли 92 % из 1434 чел.